# Kortejärvi (Gällivare socken, Lappland, 742414-171702)
Kortejärvi är en sjö i Gällivare kommun i Lappland och ingår i Råneälvens huvudavrinningsområde.